# コロコロ (マプーチェ族)

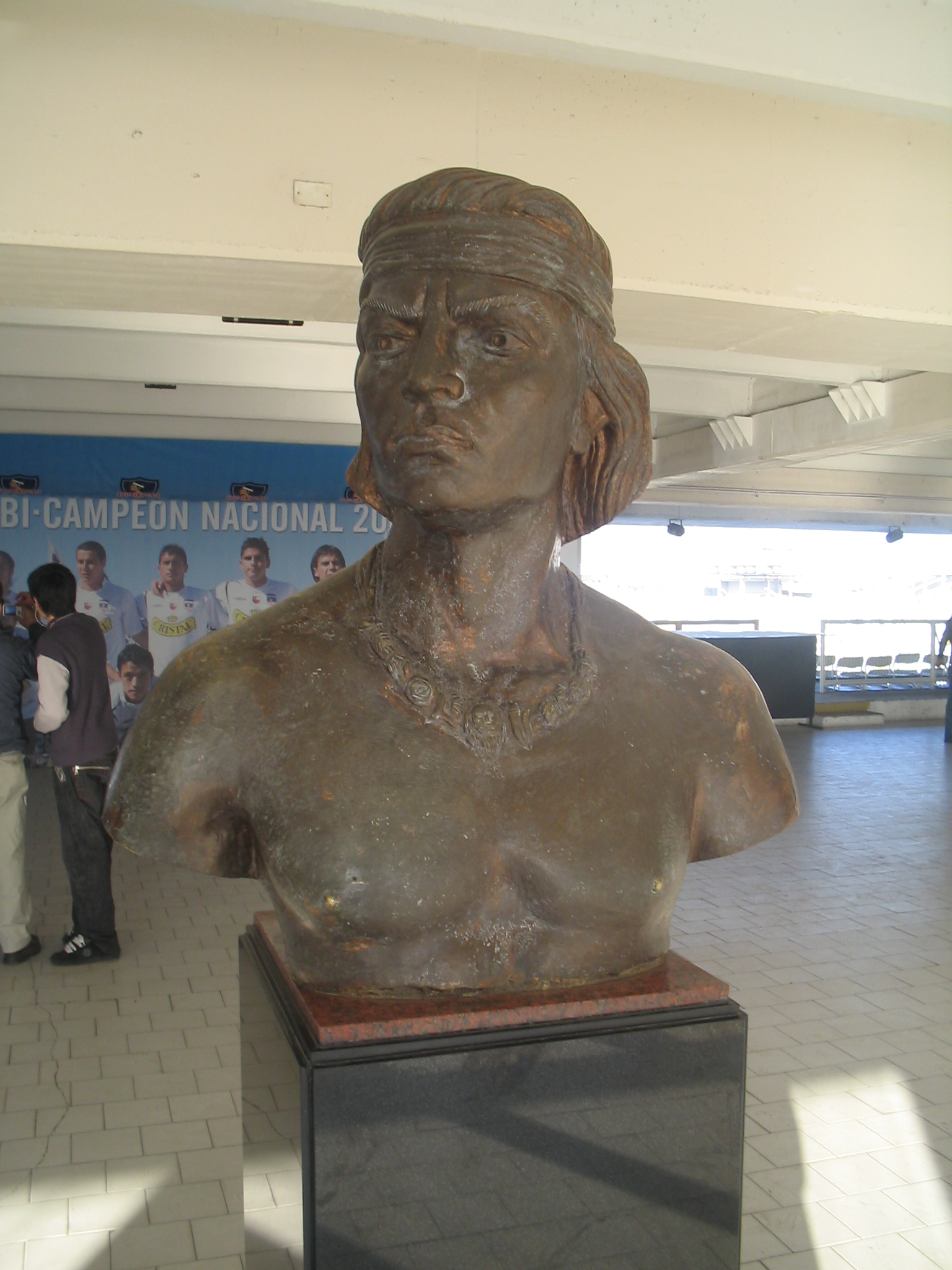
チリのサンティアゴエスタディオモニュメントにあるコロコロの
像。

コロコロ（Colocolo、マプチェ語「Colocolo」で山猫の意味）は、アラウコ戦争時のマプチェ族リーダー。彼は、アラウコ戦争初期についてのアロンソ・デ・エルシラ・イ・ズニガの叙事詩ラ・アラウカーナの主要人物。詩の中で彼はカウポリカンとトキ（リーダー）の地位をめぐりライバル関係とされた人物。
歴史上の人物として、彼については現代的な目線で書かれた詳細事項もあるが、彼の人生の物語は没後のずっと後に書かれ、歴史的正確さにおいて疑わしい記録が大半。

## 現代での言及
ペドロ・マリーニョ・デ・ロベラは、ペンコの戦いの後にペドロ・デ・バルディビアに服従したカシケの1人としてコロコロを挙げている。ジェロニモ・デ・ビバールは『チリ王国の年代記』（1558）で、同時期ミララプエという6,000人の兵を率いる指導者もいたが年老いて指導候補者ではなかったので、トゥカペルの戦い後の6,000人の戦士を擁するマプチェ族の指導者、マプチェ族軍全体のトキ候補の1人であるコロコロが率いて武力解決を説得。

## 後の言及
フアン・イグナシオ・モリーナは、エルシージャの賢明な長老としてのコロコロを著した著書『チリの地理的、自然的、市民的歴史 Vol.II （1808）』 でコロコロは1558年のキアポの戦いで殺されたと主張している。 

## その他の説
コロコロは「トキ・デ・ラ・パス」（平和責任者）の地位にあったが、スペインの征服が始まったときに戦略的任務を引き継ぎ、これらの侵略者に対する先住民のマプチェ族の長になったと主張している。彼の死は1554-1555年の大飢饉と発疹チフスの流行のときにであるとする説を唱えるものも居る。

## 現代のシンボル
コロコロは、スペイン人と戦い、決して降伏しなかった英雄的でそして知恵の象徴とされる。マプチェ族から広く尊敬されているエルシージャの60代の長老が記憶しているうち、パイカビ、レモ、リンコヤン、エリキュラ、オロンペッロなど、チリの現在の地理の一部に首長の名前由来のものがあるという。
チリで人気のあるサッカークラブの1つであるCSDコロコロは、この人物にちなんで名付けられた。

## ソース
- JerónimodeVivar 、 Crónicayrelacióncopiosayverdadera de los reinos de Chile （チリ王国の年代記と豊富で真の関係） ARTEHISTORIA REVISTA DIGITAL; CrónicasdeAmérica（スペイン語でオンライン）（チリの歴史1535-1558）
- アロンソ・デ・ゴンゴラ・マルモレホ、ヒストリア・デ・トダス・ラス・コサス・ケ・ハン・アカエシド・エン・エル・レイノ・デ・チリ・イ・デ・ロス・ケ・ロ・ハン・ゴベルナド（1536-1575） （チリ王国で起こったすべての出来事と統治した人々の歴史it（1536-1575）） 、EdicióndigitalapartirdeCrónicasdelReinodeChile、Madrid、Atlas、1960、pp。 75–224、（スペイン語でオンライン）
- Alonso deErcillayZúñiga、 La Araucana 、eswikisource。
- ペドロ・マリーニョ・デ・ロベラ、クロニカ・デル・レイノ・デ・チリ、エスクリタ・ポル・エル・キャピタンペドロ・マリニョ・デ・ロベラ.... EdicióndigitalapartirdeCrónicasdelReinodeChile Madrid、Atlas、1960、pp。227-562、（BibliotecadeAutoresEspañoles ; 569-575）。 Biblioteca Virtual Miguel de Cervantes（スペイン語でオンライン）
- ドン・ファン・イグナティウス・モリーナ、ロングマン、ハースト、リース、オームによるチリの地理的、自然的、市民的歴史、パターノスター・ロウ、ロンドン、1809年]
- Wilson, J. G.; Fiske, J., eds. (1891). "Colocolo". Appletons' Cyclopædia of American Biography (英語). Vol. 1. New York: D. Appleton. pp. 693–4.</img>